# Matteo Rubeo Orsini
Matteo Rubeo Orsini, o Matteo Rosso Orsini (Roma, 1230 circa – Roma, 1305), è stato un cardinale italiano vissuto fra il XIII e il XIV secolo, appartenente alla famiglia romana degli Orsini; fu nominato cardinale da papa Urbano IV.

## Biografia
Nato dalla famiglia baronale romana degli Orsini intorno al 1230, nel 1262 venne creato cardinale diacono con il titolo di Santa Maria in Portico Octaviae da papa Urbano IV. Inoltre fu commendatario di Santa Maria in Trastevere e governatore delle province del Patrimonio di San Pietro e delle Marche. Qui tenne testa militarmente alle milizie di Pietro di Vico, favorevole al ghibellino Manfredi.
Partecipò al secondo concilio di Lione, indetto da papa Gregorio X, e a tredici conclavi: in cinque di questi, essendo protodiacono, incoronò i pontefici eletti.
Partecipò anche ad alcuni eventi tristi della storia della Chiesa: durante il conclave per l'elezione di papa Martino IV, tenutosi nel Palazzo dei Papi di Viterbo, venne arrestato dal custode del conclave, Annibaldo Annibaldi, e imprigionato per qualche giorno. Nel 1303 accompagnò papa Bonifacio VIII ad Anagni, con una scorta armata, e lo difese dalle milizie di Sciarra Colonna e di Guglielmo di Nogaret.
Nel 1266 fu curatore testamentario per la liquidazione dell'eredità Frangipane: con l'occasione, acquistò i feudi già Frangipane di Marino e Nemi, estendendo le mire della sua famiglia sui territori a sud di Roma.
Nel 1277 fu nominato dallo zio, papa Niccolò III, arciprete della basilica di San Pietro in Vaticano, carica che mantenne fino alla morte, e rettore dell'ospedale romano di Santo Spirito in Sassia, nonché protettore dell'ordine francescano.
Nel 1287 divenne cardinale protodiacono, carica che mantenne fino alla morte.
Fra il 23 ed il 24 dicembre 1294 partecipò al conclave successivo all'abdicazione di papa Celestino V, in esso, secondo lo storico tedesco Sigfido di Ballhausen sarebbe stato eletto al primo scrutinio ma avrebbe rifiutato l'elezione; recentemente è stato anche ipotizzato che Dante, parlando dell'innominata «ombra di colui che fece per viltade il gran rifiuto» (Inf. III, 60) avrebbe potuto riferirsi proprio all'Orsini.
Morì nel 1305 a Roma, dopo quarantatré anni di cardinalato, ultimo superstite delle creazioni cardinalizie di Urbano IV: negli ultimi tempi si era opposto al trasferimento della Santa Sede ad Avignone, operato da papa Clemente V. Venne sepolto sotto la cappella di san Pastore nella basilica di San Pietro in Vaticano: la tradizione vuole che nove anni dopo la sepoltura il suo corpo fosse stato ritrovato intatto.
Fu anche un letterato e scrisse varie opere: il De auctoritate Ecclesiae, le Epistolas varias e la Theologica quedam.

## Conclavi
Matteo Rubeo Orsini partecipò a ben 13 conclavi:
- conclave del 1264-1265, che elesse papa Clemente IV
- conclave del 1268-1271, che elesse papa Gregorio X
- I conclave del 1276, che elesse papa Innocenzo V
- II conclave del 1276, che elesse papa Adriano V
- III conclave del 1276, che elesse papa Giovanni XXI
- conclave del 1277, che elesse papa Nicola III
- conclave del 1280-1281, che elesse papa Martino IV
- conclave del 1285, che elesse papa Onorio IV
- conclave del 1287-1288, che elesse papa Nicola IV
- conclave del 1292-1294, che elesse papa Celestino V
- conclave del 1294, che elesse papa Bonifacio VIII
- conclave del 1303, che elesse papa Benedetto XI
- conclave del 1304-1305, che elesse papa Clemente V

## Successione apostolica
La successione apostolica è:
- Vescovo Rainerio Porrina di Casole (1296)

## Ascendenza
|                                           |   |                              | Genitori           |  |  | Nonni |  |  | Bisnonni                             |  |  | Trisnonni      |  |
|                                           |   |                              |                    |  |  |       |  |  | Giovanni Orsini, signore di Vicovaro |  |  | Orso di Bobone |  |
|                                           |   |                              |                    |  |  |       |  |  | Giovanni Orsini, signore di Vicovaro |  |  | Orso di Bobone |  |
|                                           |   | Gaetana Caetani di Sermoneta |                    |  |  |       |  |  | Giovanni Orsini, signore di Vicovaro |  |  |                |  |
| Matteo Rosso Orsini, signore di Vicovaro  |   |                              |                    |  |  |       |  |  | Giovanni Orsini, signore di Vicovaro |  |  |                |  |
|                                           |   | Stefania Rossi               | …                  |  |  |       |  |  |                                      |  |  |                |  |
|                                           |   | Stefania Rossi               | …                  |  |  |       |  |  |                                      |  |  |                |  |
|                                           |   | Stefania Rossi               | …                  |  |  |       |  |  |                                      |  |  |                |  |
| Gentile I Orsini, I signore di Pitigliano |   | Stefania Rossi               |                    |  |  |       |  |  |                                      |  |  |                |  |
|                                           |   | Giovanni Caetani             | Crescenzio Caetani |  |  |       |  |  |                                      |  |  |                |  |
|                                           |   | Giovanni Caetani             | Crescenzio Caetani |  |  |       |  |  |                                      |  |  |                |  |
|                                           |   | Giovanni Caetani             | …                  |  |  |       |  |  |                                      |  |  |                |  |
| Perna Caetani                             |   | Giovanni Caetani             |                    |  |  |       |  |  |                                      |  |  |                |  |
|                                           |   | …                            | …                  |  |  |       |  |  |                                      |  |  |                |  |
|                                           |   | …                            | …                  |  |  |       |  |  |                                      |  |  |                |  |
|                                           |   | …                            | …                  |  |  |       |  |  |                                      |  |  |                |  |
| Matteo Rubeo Orsini                       |   | …                            |                    |  |  |       |  |  |                                      |  |  |                |  |
|                                           | … | …                            |                    |  |  |       |  |  |                                      |  |  |                |  |
|                                           | … | …                            |                    |  |  |       |  |  |                                      |  |  |                |  |
|                                           | … | …                            |                    |  |  |       |  |  |                                      |  |  |                |  |
| Bonaventura de Cardinale                  | … |                              |                    |  |  |       |  |  |                                      |  |  |                |  |
|                                           |   | …                            | …                  |  |  |       |  |  |                                      |  |  |                |  |
|                                           |   | …                            | …                  |  |  |       |  |  |                                      |  |  |                |  |
|                                           |   | …                            | …                  |  |  |       |  |  |                                      |  |  |                |  |
| Costanza de Cardinale                     |   | …                            |                    |  |  |       |  |  |                                      |  |  |                |  |
|                                           |   | …                            | …                  |  |  |       |  |  |                                      |  |  |                |  |
|                                           |   | …                            | …                  |  |  |       |  |  |                                      |  |  |                |  |
|                                           |   | …                            | …                  |  |  |       |  |  |                                      |  |  |                |  |
| …                                         |   | …                            |                    |  |  |       |  |  |                                      |  |  |                |  |
|                                           |   | …                            | …                  |  |  |       |  |  |                                      |  |  |                |  |
|                                           |   | …                            | …                  |  |  |       |  |  |                                      |  |  |                |  |
|                                           |   | …                            | …                  |  |  |       |  |  |                                      |  |  |                |  |
|                                           |   | …                            |                    |  |  |       |  |  |                                      |  |  |                |  |